# Leó Weiner
Leó Weiner (Budapest, 16 aprile 1885 – Budapest, 13 settembre 1960) è stato un compositore ungherese.

## Biografia
Studiò all'accademia Musicale Franz Liszt a Budapest dove ebbe come maestro Hans von Koessler (dal 1901 al 1906), dopo i primi riconoscimenti vinti grazie ad una singola composizione, divenne poi un docente presso l'Accademia di Musica di Budapest, nel 1908.
Fra i suoi allievi Antal Doráti, Géza Anda, Andor Foldes, Tibor Varga, Zoltán Székely e György Kurtág. Morì all'età di 75 anni.

## Riconoscimenti
- Franz Liszt Stipendium;
- Premio Volkmann;
- Premio Erkel
- Premio artista eccezionale (Kiváló művész) 1953

A suo nome venne poi fondato il Weiner Award, premio conferito fra gli altri a Sándor Devich  e George Konrad.

## Opere
Fra le sue opere principali:
- Poema sinfonico
- Tre quartetti per archi
- Due sonate per violino